# ニュージーランド航空901便エレバス山墜落事故
ニュージーランド航空901便エレバス山墜落事故（ニュージーランドこうくう901びんエレバスさんついらくじこ）は、1979年11月28日午後12時50分 (NZST; 現地時間)に発生した航空事故。南極観光飛行便であったニュージーランド航空901便（マクドネル・ダグラス DC-10-30）が、南極大陸のロス島にあるエレバス山の山腹に墜落し、乗客237人と乗員20人の合わせて257人全員が死亡した。
南極で起きた最初の民間航空機事故であり、ニュージーランド航空にとっては設立以来最悪の事故となった。捜索活動は悪天候により難航したものの、南極観測基地の協力を得て可能な限り遺体と遺品が回収された。
運輸省の事故調査委員会は、不適切な低空飛行を行った乗員の判断が事故原因と結論づけた。しかし、事故の背景に複数の要因が関係していたことから、事故調査委員会の結論には疑問が呈された。そして、王立調査委員会による新たな調査が行われ、乗員に知らせずに飛行経路のデータが修正されていたことが主たる原因とされた。さらに王立調査委員会は、航空会社の不適切な管理手順が事故につながったとし、事故の隠れた要因 (Latent Failure) は航空会社と関係当局の安全に対する姿勢にあるとも指摘した。王立調査委員会はニュージーランド航空が証拠隠滅や秘匿工作を図ったと主張し法廷論争に発展した。この事故以降、ニュージーランド航空は南極観光飛行を行っていない。

## 事故当日のニュージーランド航空901便

### 飛行計画

TE901便の関係地点を示した地図。オークランド (Auckland) を出発し、ロス島 (Ross Island) 上空を観光飛行して、クライストチャーチ (Christchurch) まで無着陸で飛行する予定だった。

ニュージーランド航空901便（以下、TE901便と表記）は南極観光飛行を目的とした不定期便であった。ニュージーランド航空が企画したガイド付き南極観光飛行は、1977年2月に第1回目が実施され、その後、南極の天候が安定する毎夏に運航されていた。そしてこの1979年も11月に4回の飛行が計画され、当フライトがこの年最後のフライトだった。当該便の飛行予定日は1979年11月28日で、探検家リチャード・バードが人類で初めて南極点上空飛行に成功してから50周年を迎える記念日でもあった。
TE901便は、ニュージーランドの北島のオークランド国際空港を出発して南下し、南極のマクマード基地まで飛行した後、南島のクライストチャーチ国際空港に着陸する予定であった。

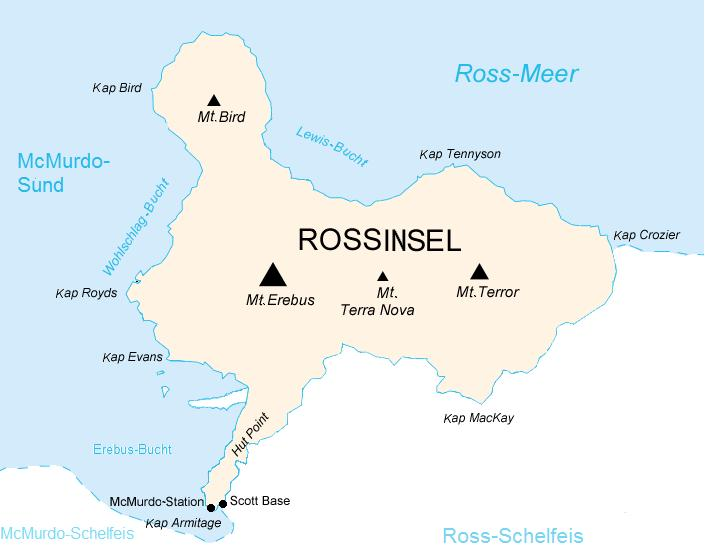
ロス島の地図。島の西側（図の中央左）にエレバス山があり、南西（左下）の半島突端にマクマード基地やスコット基地がある。島の南側はロス棚氷が広がる。

マクマード基地は、南極のロス島ハットポイント半島南端に位置するアメリカ合衆国の南極観測基地である。マクマード基地にはアメリカ海軍の航空交通管制センターが併設されており、通称「マック・センター」と呼ばれていた。マクマード基地の北側に、標高3,794メートルのエレバス山が位置する。そして、ロス島の南側に広がる南極大陸との間にはロス棚氷が広がっている。ロス島周辺は、南極で最も人間の活動が盛んな地域であった。
飛行経路は、オークランド離陸後、南島の上空、オークランド諸島、バレニー諸島、ケープ・ハレット位置通報点を通ってマクマード基地に至る。その後、再びケープ・ハレットを通過してキャンベル島を経由し、クライストチャーチに着陸することになっていた。オークランドからクライストチャーチまで無着陸で飛行し、ロス島周辺を高度数百メートルの低空で飛行するのが南極観光便の通例だった。飛行時間は11時間ほどを予定していた。

### 使用機材

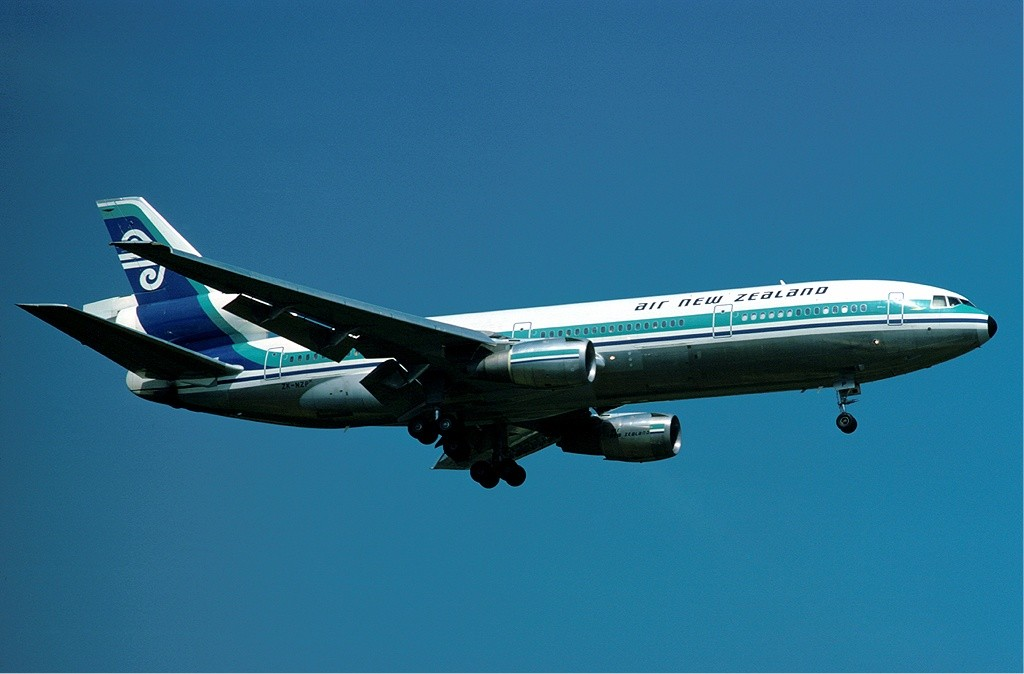
1977年に撮影された事故機。

当日のTE901便の使用機材は、マクドネル・ダグラス社製のDC-10-30型機で機体記号は「ZK-NZP」だった。DC-10型機は左右の主翼下と垂直尾翼の付け根に1基ずつの計3発のターボファンエンジンを備えたジェット旅客機である。当該機は1974年12月にニュージーランド航空へ納入され、事故便までの総飛行時間は20,763時間だった。エンジンはゼネラル・エレクトリック社のCF6-50Cだった。
事故機は、エリア・イナーシャル・ナビゲーション・システム (AINS) を装備していた。AINSとは広域航法（エリア・ナビゲーション；地上の航法援助施設の信号を利用した航法）と慣性航法（イナーシャル・ナビゲーション；地上の航法援助施設に頼らず自機の加速度計により位置を算出する航法）を組み合わせたシステムである。これにより、同機はエリア・ナビゲーションの経路でも、大圏の軌道でも飛行可能であった。

### 乗員と乗客
| 国名             | 乗客 | 乗員 | 合計 |
| ---------------- | ---- | ---- | ---- |
| ニュージーランド | 180  | 20   | 200  |
| 日本             | 24   | 0    | 24   |
| アメリカ         | 22   | 0    | 22   |
| イギリス         | 6    | 0    | 6    |
| カナダ           | 2    | 0    | 2    |
| オーストラリア   | 1    | 0    | 1    |
| フランス         | 1    | 0    | 1    |
| スイス           | 1    | 0    | 1    |
| 合計             | 237  | 20   | 257  |

当該便には機長1名、副操縦士2名、航空機関士2名が乗務していた。機長は総飛行時間11,151時間で、1978年8月26日にDC-10型機の運航資格を取得し、同型機での飛行時間は2,872時間だった。事故に至る降下中に乗務していた副操縦士は、総飛行時間が7,934時間でDC-10型機での飛行は1,361時間だった。もう1名の副操縦士は、水平飛行に入ってから事故まで操縦室にはいなかった。航空機関士は、事故直前の降下中に交代していた。墜落時に航空機関士席にいた機関士は、総飛行時間が10,886時間でDC-10型機の飛行は3,000時間だった。もう1名の航空機関士は、総飛行時間6,468時間でDC-10型機での飛行は6,468時間だった。彼は交代後も操縦室内に留まっていた。
客室乗務員は15名で全員適切な乗務資格を有していた。
乗客は237人搭乗していた。この乗客数は座席数より21人少なく、客室を自由に動き回れるよう配慮されたものだった。乗客数には案内人 (Official Flight Commentator) として搭乗していた南極探険家のピーター・マルグルーも含まれる。
乗員は全員ニュージーランド人であり、乗客の国籍は人数が多い順にニュージーランド、日本、アメリカ合衆国と続き、合わせて8か国であった。

### 南極飛行の特殊航法と事前訓練
5人の運航乗務員のうち南極飛行の経験があったのは航空機関士1名のみだった。
出発日の19日前に、未経験のパイロット3名のうち2名に対して南極飛行のための路線訓練（ルート・クオリフィケーション・ブリーフィング）が行われた。この訓練は、専用のビデオ教材とテキストによる教育、そして45分間のシミュレーター訓練で構成された。
飛行経路が磁極に近すぎて磁気コンパスを使用できないため、グリッド航法が用いられていた。グリッド航法とは、自機の位置と方位を特定しにくい空域を飛行するための特殊航法であり、大圏（地球上の最短距離）がほぼ直線で表される地図の上にグリッド（格子）を置き、それを緯線と経線の代わりに用いる技法である。方位も磁方位と関係なく、ニュージーランドから南極へ飛行するときは通常と逆になる北向きが180度となっていた。この航法は、南極飛行を複雑にした要因の1つであった。
乗員をグリッド航法に習熟させることがブリーフィングの目的の1つであった。計器飛行方式 (IFR) による経路や、その際の最低安全高度なども示された。
通常の旅客機の運航では、航空交通の安全確保のため計器飛行方式を利用する場合がほとんどである。計器飛行では、管制官が許可・承認・指示した高度や経路を飛行するため、視界が良くても悪くてもパイロットは概ね同じように操縦する。しかしTE901便は南極観光飛行であり、乗客に目的地を見せて楽しんでもらうことが求められた。
有視界飛行方式 (VFR; Visual Flight Rule) とは、視程が規定値以上あり雲からも一定以上の距離を置いてパイロットが目視で安全を確認しながら飛行する方式である。ブリーフィングにて有視界飛行の条件も説明されたほか、シミュレーター飛行ではマクマード上空で有視界飛行方式により降下する訓練も行われた。

## 飛行の経過
1979年11月28日8時17分 (NZDT)、TE901便はオークランド空港を離陸した。TE901便は計画どおり順調に飛行し、ケープ・ハレットを通過してマクマード基地方向へ機首を向けた。
離陸から5時間後の12時18分 (NZST)、乗員はマクマード気象事務所と交信した。それにより、ロス島上空は本曇りで軽い降雪があり、3,000フィート（約910メートル）に雲底があり視程は40マイル（約64キロメートル）だと知らされた。有視界気象状態で16,000フィート（約4,900メートル）以下に降下することを管制官が許可した地域は雲に覆われていた。
マクマードの北40マイル（約74キロメートル）の付近で乗員は雲の切れ間を見つけた。この切れ間は海面まで通じており、機長はここを降下して雲の下へ向かうことにした。
TE901便はマック・センターに対し、有視界飛行で高度10,000フィート（約3,000メートル）から2,000フィート（約610メートル）へグリッド180度で降下し、そのまま有視界飛行でマクマードまで飛行する許可を求めた。この時のグリッド180度とは北向きであり、陸地から離れる方向、すなわち安全余裕が増えることを意味した。機長の要求に対して管制官が異議を唱える理由はなかった。

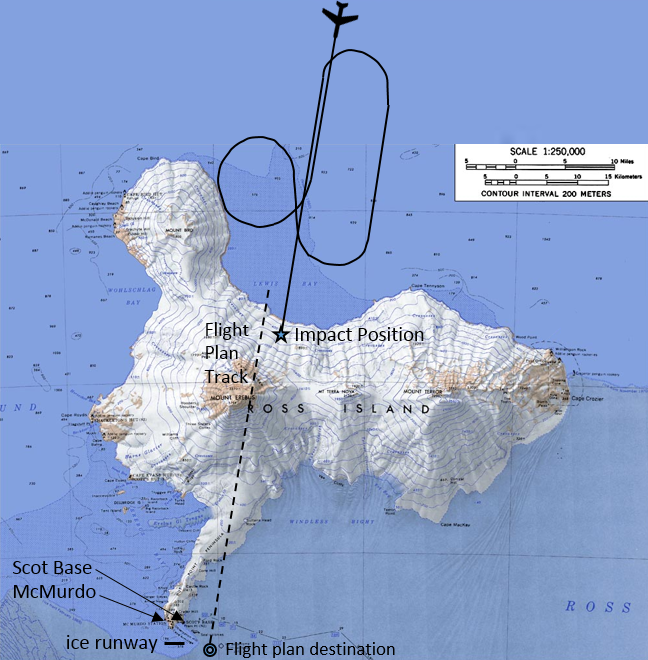
墜落直前の飛行経路。"Impact Position"が墜落地点である。図の上から下へ飛行し右旋回と左旋回を行った後にエレバス山に衝突した。

ところが、途中でマック・センターへ連絡することなく機長は経路を変更した。5,800フィート（約1,800メートル）まで降下した段階で右旋回と左旋回を行った。そして、グリッド方位357度（機首を陸地へ向けた状態）で2,000フィート（610メートル）まで降下を実施した。さらに雲の下に出るため、飛行計画の経路に沿って（すなわちロス島に向かって）1,500フィート（約460メートル）まで降下した。この経路の最低安全高度は16,000フィート（約4,900メートル）だったのにも拘らず、副操縦士も降下に反対しなかった。

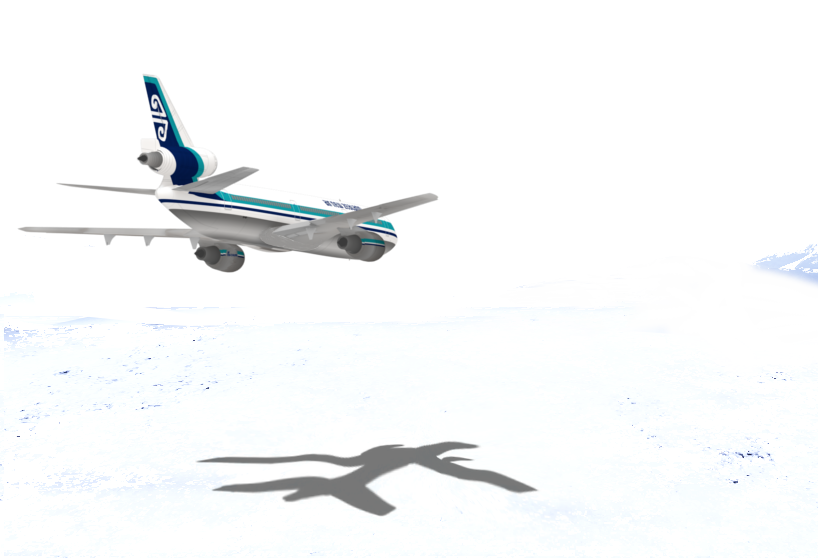
南極上空を低空飛行するTE901便の想像図。ホワイトアウトの中で、機体はエレバス山の山腹に衝突した。

TE901便の周囲にはホワイトアウト現象が極めて起こりやすい気象条件が揃っていた。ホワイトアウトとは、大気の効果により視界全体が真っ白になって天地の区別や方向、距離などの感覚が失われる現象である。ホワイトアウトの発生条件は、単色の白い表面があることと、散乱光で影無く照らされることであり、雪で覆われた極地では特に起こりやすい。ホワイトアウトは吹雪や霧の中で発生するが必ずしも雪や霧とは関係ない。この現象は、よく透き通った大気中であっても、雲の下で豊富に光がある場合であっても起こることがあり、有視界気象状態を満たしていても起こりうる。
ほどなくして、さすがに心配になって機長は上昇を決めた。機長と副操縦士が上昇経路について相談していたその時、対地接近警報装置 (GPWS) が鳴り響いた。コックピットボイスレコーダー (CVR) には以下の音声が記録されている。
- GPWS：「Whoop whoop,(警報音)Pull Up!(機首を上げろ!). whoop whoop...」
- 航空機関士：「500フィート(約150メートル)」(Five hundred feet.)
- GPWS：「Pull Up!」
- 航空機関士：「400フィート(約120メートル)」(Four hundred feet.)
- GPWS：「whoop whoop, Pull Up! whoop whoop, Pull Up! whoop whoop, Pull Up!」
- 機長：「ゴー・アラウンド、出力アップ」(Go-around power please.)
- GPWS：「whoop whoop, Pull-...」
- [記録終了]

機長は上昇のため最大推力を指示し、3発のエンジンはハイ・パワー・セッティングにセットされた。しかし、衝突を回避するには遅すぎた。直後に機体はロス島に衝突し、CVRの記録は終わっている。警報が鳴ってから衝突まで5、6秒程度のことであった。後の事故調査報告書によると乗員の反応時間は経験を積んだパイロットと「同等ないしそれより良い部類」とされた。同報告書では次のように続けている。「しかし、ホワイトアウトのためか、ゴー・アラウンドの試みは、明白な障害を回避するというより、警報に対する手順通りの行動だったようである」。警報が反応した斜面は、緩やかな傾斜というより高さ300フィート（約91メートル）の急峻な崖だった。
12時50分 (NZST)、事故機は雪で覆われた氷の斜面に衝突した。衝突した地点は南緯77度25分30秒、東経167度27分30秒、標高1467フィート（約447メートル）だった。衝突により機体は分解して斜面の低い方から高い方へ数百メートルの帯状に散乱し、発生した火災で焼き尽くされた。
搭乗者全員は死亡した。死因は衝突時の衝撃によると見られている。仮に衝突時の衝撃で致命傷を免れたとしても、事故後の天候では生還することは難しかったと考えられている。乗客のほとんどは夏着であったほか、事故機のサバイバル用品は標準装備であり極寒の南極に合わせたものではなかった。その上、乗員に対する極地でのサバイバル訓練も実施されていなかった。

## 捜索

### 事故の一報
乗員が異常に気づいてから短時間で墜落に至ったため、緊急事態を無線で通報することもなかった。TE901便をモニターしていた南極基地では応答がなくなってからも無線呼び出しを続けた。そして、その状況が1時間ほど続いたところで基地からニュージーランド航空本社に状況が通報された。リチャード・バードの飛行50周年記念式典で祝賀ムードに包まれていたマクマード基地内でも遭難の情報が放送された。
TE901便は19時05分 (NZDT) にクライストチャーチ国際空港に到着する予定だった。いつまでたっても同機は姿を見せず、異変がおきたことは明らかだった。オークランドのレスキュー連携本部やウェリントンのニュージーランド警察本部にもTE901便の状況が伝わり、乗客の近親者にも知らせが入った。
各報道機関は取材を開始しており、19時にはラジオで速報が放送されたほか、テレビジョン・ニュージーランドでは20時30分直後から通常番組を差し替えて事故の速報番組を開始した。ニュージーランド航空は状況の公表を控えていたものの、TE901便が無線に応答せず搭載燃料が尽きる時間を経過したことを21時頃に発表した。そして、22時になる直前、ニュージーランド航空は同機が墜落したであろうと認めた。
アメリカ海軍機が空から捜索したところ、23時56分 (NZST) にエレバス山の山腹で事故機の残骸を発見した。11月29日午前1時15分、ニュージーランド航空は機体の残骸が発見されたものの生存者の痕跡が見られないことを発表した。朝になり、悪天候の切れ目を縫ってアメリカ海軍のヘリコプターが事故現場上空へ飛んだ。ニュージーランドの登山家3名がロープを伝って降下し、生存者がいないことを最終確認し、正午過ぎに公表された。

### オーバーデュー作戦
TE901便の捜索活動は「オーバーデュー作戦」(Operation Overdue) と名付けられた。事故機の遅れが分かった時点で捜索および救助活動の準備が始まった。残骸が発見された数時間後には専門家やボランティアの捜索隊が集められた。事故現場に近いマクマード基地やスコット基地では、観測や調査活動を全て中止して捜索や事故処理に加わった。
しかし、捜索活動は悪天候により難航した。空からはヘリコプターがホバリングするのが精一杯であったほか、地上からの接近も絶壁やクレバスに阻まれた。生存者の見込みがなくなったことで遺体をそのまま現地に残す可能性が検討されたものの、法的および宗教的観点から直ぐに捜索活動を進めるべきと決まった。
捜索隊の第1陣は事故調査委員やニュージーランド警察の救助隊で構成され、11月29日にクライストチャーチを出発して翌日に事故現場に到着した。生存者の可能性がなくなった捜索隊にとって最優先とされたのは、ブラックボックス（コックピットボイスレコーダーとフライトデータレコーダー）の回収だった。捜索開始後、数時間でそれぞれが発見されたものの、悪天候のためマクマード基地に届いたのは12月3日だった。現場調査は12月10日まで行われ、コックピットの計器パネルなども回収された。
12月2日に天候が好転したことで翌3日から遺体収容も本格化し、白夜を利用して徹夜で作業が進められた。事故現場はマクマード基地の近くであったため同基地のヘリコプター5台を総動員することができた。これにより回収可能な遺体と遺品を全て回収しきることができた。犠牲者の遺体は12月5日までにマクマード基地に仮安置され、翌6日の午前中にオークランド空軍基地に空輸された。遺体はすぐにオークランド大学医学部に移送され、同日午後から警察や病理学者ら専門家による検視と身元確認が始まった。身元確認作業を終えたのは1月30日だった。犠牲者のうち44人については、遺体の特定あるいは回収ができなかったと結論づけられた。
事故当時の南極基地は初夏に入って研究と補給のピークを迎えていた。そこに事故調査団と捜索隊が加わり定員60名のスコット基地には100名以上が滞在することとなり、ニュージーランド本国に臨時の追加食料を依頼せざるを得ないほどだった。事故処理に2週間以上を要し、マクマード基地でも観測や研究活動が滞ったことで、何もできずに南極を出ざるを得なくなったグループが何組かあった。

## 事故調査

### 2つの事故調査報告書
本事故は2つの調査委員会により原因調査が行われ、それぞれ調査報告書がまとめられた。まず、ニュージーランド運輸省により設置された事故調査委員会によって調査が行われ、1980年6月19日に、ニュージーランド政府は調査報告書を公開した。ところが、事故調査委員会の委員長ロン・チッピンデールは「事故に対していくらかの責任がある関係者」に対して作成中の報告書を送付し、公開前に意見を受け付けていたことが判明した。関係者とは、機長および副操縦士の法定代理人、ニュージーランド航空、ニュージーランド運輸省であった。そして、この事故調査委員会による報告書で示された事故原因に疑問が呈されたことで、王立調査委員会が設置された。王立委員会の調査報告書は1981年4月27日に公開された。

### 運輸省の事故調査委員会
運輸省の事故調査委員会の調査にはアメリカの国家運輸安全委員会 (National Transportation Safety Board; NTSB)、連邦航空局 (Federal Aviation Administration; FAA)、マクドネル・ダグラス社、およびゼネラル・エレクトリック (GE) 社も協力した。事故調査委員は現場調査を終えた後、ニュージーランドへ帰国し調査を続けた。ブラックボックスの解析のほか、メーカーの製造記録、乗員に関する記録、そして当時の気象状況などが調査され、メーカー所在地であるアメリカやイギリスでの調査も行われた。

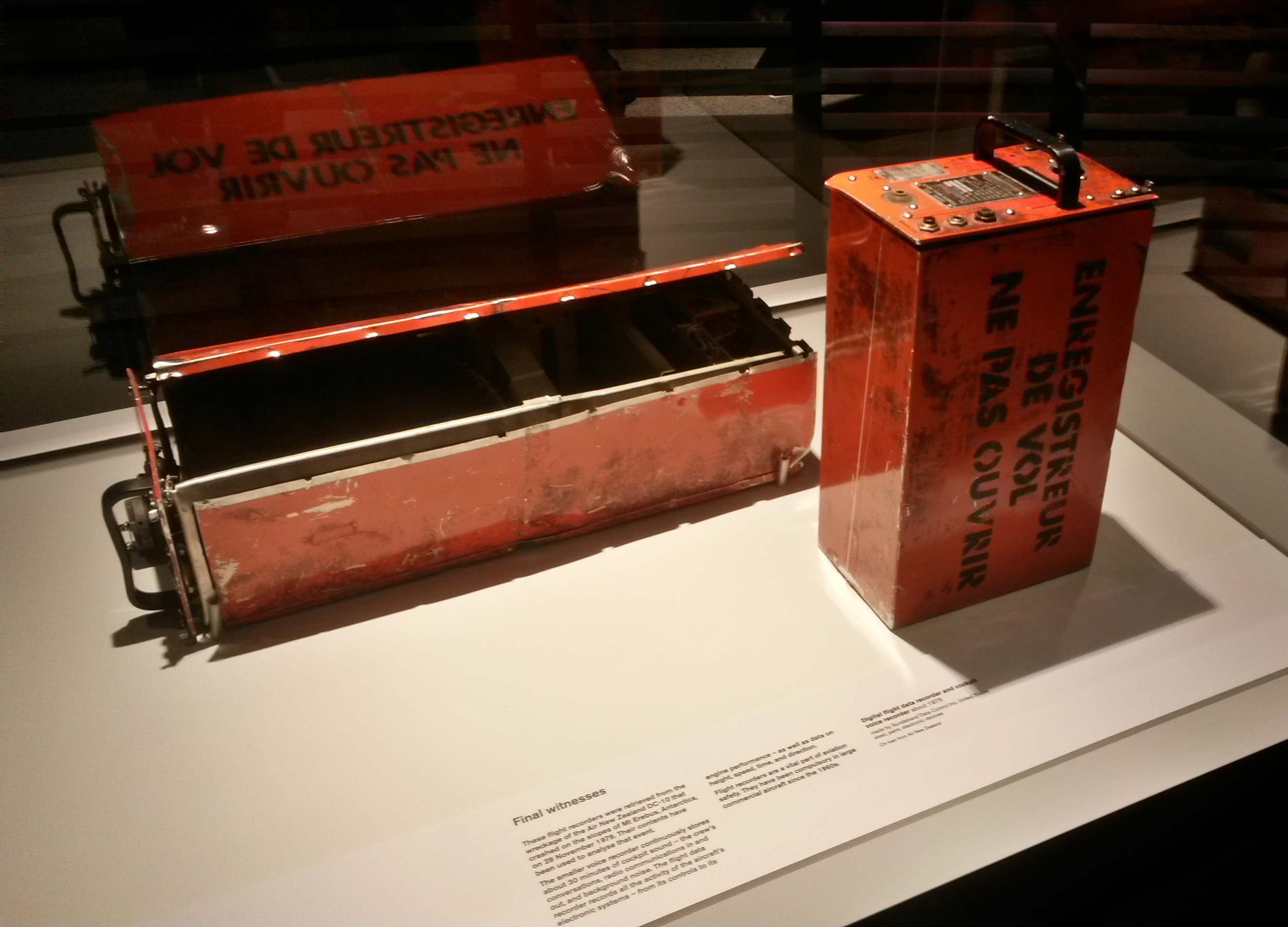
ニュージーランド国立博物館テ・パパ・トンガレワで展示されているTE901便のコックピットボイスレコーダー (CVR) とデジタルフライトデータレコーダー (DFDR)。2015年撮影。

回収されたコックピットボイスレコーダー (CVR) とデジタルフライトデータレコーダー (DFDR) はいずれも大きな損傷はなく、記録の状態は良好であった。CVRには墜落までの32分50秒間の音声が記録されており、DFDRは事故の衝撃でテープが一部破損していたものの、墜落までの41分間のデータが復元された。
CVR、DFDR、検死および毒性学的検査の結果から運航乗務員に何らかの異常は示されなかった。機体や航法装置、搭載物などにも問題は見られなかった。事故機の航法コンピューターの記憶装置は回収され、飛行後半の情報が復元された。慣性航法ユニットは許容誤差範囲内で正しく位置を表示しており、ケープ・ハレット以降の飛行経路は飛行計画通りだったことが分かった。
事故調査委員会は事故原因を乗員のヒューマンエラーとした。報告書で示された事故原因は概ね次のとおりである：
ニュージーランド航空の安全規定ではマクマード上空までは高度16,000フィート（約4,900メートル）を維持することになっていた。この高度以下に降下できるのは限られた区域内のみで、視程が20キロメートルあり降雪がないこと、さらにレーダー管制とコンタクトした後で実施するという条件が加えられていた。しかし、規定に反してマクマード上空に到達する前に事故機は最低安全高度以下まで降下した。その背景には複数の問題が存在したことを調査報告書は指摘している。

### 訂正されていた飛行経路
注目すべき問題点として路線訓練（ブリーフィング）で示された経路と実際の飛行経路が異なっており、それがきちんと乗員に説明されていなかったことが挙げられる。
南極観光飛行の飛行計画はニュージーランド運輸省の民間航空局から承認を得ていた。飛行計画のデータはニュージーランド航空のコンピューターに保存されており、飛行ごとにプリントアウトして取り出されて飛行コンピューターに入力されていた。
本来の飛行計画ではエレバス山のほぼ真上を通る経路が取られていたにも拘らず、ブリーフィング時点の地図ではロス島の西側、ロス海上空を通過する経路が示されていた。これは、コンピューターに登録されたマクマードの位置座標が誤っていたためであった。最終到達地点のマクマードの経度は、1桁間違って東経164度47分と登録されていた。この結果、事故機のパイロットが使用した無指向性無線標識 (NDB)とタカン（戦術航法装置; TACAN)も実際より2度10分（130マイル；約210キロメートル）真西に描かれており、本来の経路から約30マイル（50キロメートル）西側（進行方向右）にずれて飛行経路が示されていた。これは、アメリカ軍機の通常の飛行ルートと同じであった。これまでの全ての南極観光便では有視界気象状態のもとこのルートでマクマードへ進入していたため、飛行計画の誤りは特段影響しなかった。
誤りが発見されたのは事故便より2回前の飛行の時であり、事故の2週間前のことだった。それまでの14か月間は間違ったまま飛行が行われていた。コンピューター上のデータが訂正されたのは事故前夜であった。
この誤りがあったことは乗員に知らされていなかった。事故調査報告書は「ニュージーランド航空は、最重要情報を明確な形で示さなかった」ことを指摘している。航路資格用ブリーフィングが行われたのは事故の3週間前で、その時に用いられた3つの地図では誤った経路（すなわち島の西側）を通っていた。ブリーフィング資料の中にあった経路・距離図の1つでは正しい経路が表示されていたものの高い山など地形の特徴が記入されていなかった。当日機内に持ち込まれた地図類は縮尺が大きすぎて見にくかった。しかも、パイロットらは当日朝の飛行前出発ブリーフィング（プリフライト・ディスパッチ・プランニング）の時まで地図を使えなかった。
そして、事故機の航法コンピューターに記録されていた数値は、訂正後の値、すなわちエレバス山のほぼ真上を通る経路のものであった。機長らは、入力した値が印刷されたフライトプランと一致しているかを確認したが、それが路線訓練時の経路と異なっていることには気づかなかった。

### ホワイトアウト

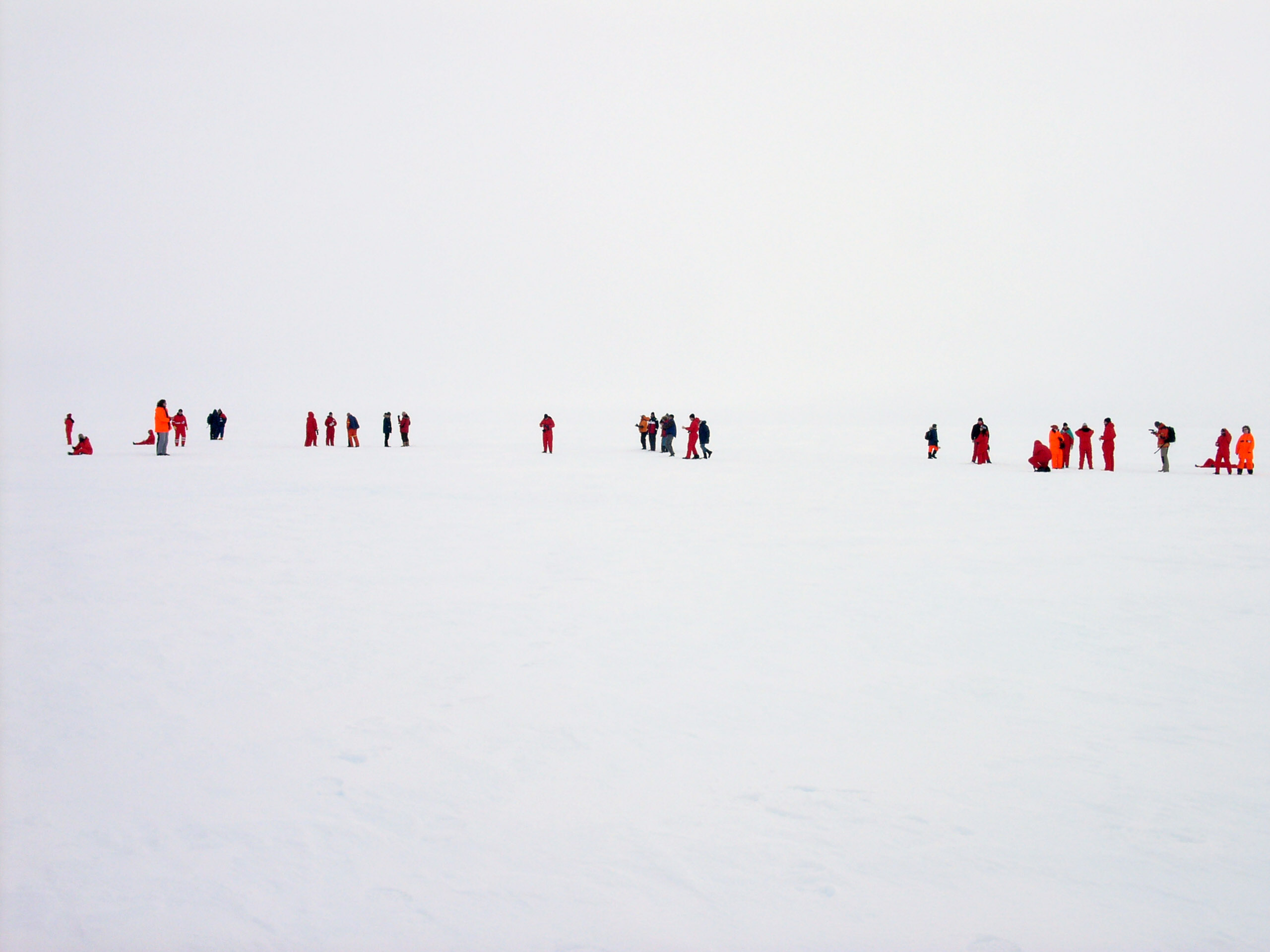
（参考）ホワイトアウト現象が発生した雪原の写真。2007年3月15日、南極ウェッデル海のEkström棚氷にて。撮影写真から見ても分かるように、水平線が判別出来ない状態である。

雲の下は視程が良いと機長は考えていたと見られる。しかし前述のとおり、ホワイトアウト現象が起こりやすい気象条件が揃っていた。墜落した時刻の前後、TE901便の近くには3機の航空機がいた。事故後の調査において、3機の搭乗者はいずれも雲の下では地表や地形がはっきりしなかった旨を述べている。
雲を通過した光が地表の雪と雲との間で反射を繰り返して散乱することで、白い、影の無い光の効果（ホワイトアウト）が出現する。雪面と空が一見同じ色に見えることがあり、そうなると地平線が分からなくなる。どれだけ視程があったとしても、ホワイトアウト現象が起きると前方は白一色のように見える。遠近感がなくなり、飛行経路上に何も障害物がないのか数メートル先に白い壁があるのか分からなくなる。そして、ホワイトアウトの経験がない者には、これらの知覚喪失をもたらすことが理解しにくい。
このように、ホワイトアウトとは有視界飛行の根本を揺るがす危険な現象であるが、訓練資料には充分な情報が含まれていなかった。「にわか雪」と「吹雪」の中の飛行は避ける旨の注意はあったが、全天が雲に覆われている状態で地形から目視で距離を取ろうとする際の危険性には触れられていなかった。

### 簡素化された教育訓練
南極観光飛行を企画した際に、ニュージーランド航空は乗員の教育訓練メニューや慣熟の要件などを定めていた。しかし、回数を重ねるうちに内容が簡素化され、システムとしての安全対策が甘くなっていた。
当初、機長がPIC（Pilot In Command; 最高責任を有するパイロット）に任命されるためには南極飛行の経験を有する機長の監督のもとに慣熟飛行を行うよう規定されていた。南極という特殊な環境を運航する際には、少なくとも1人は経験者を乗務させるという安全上の考え方によるものだった。しかし、この慣熟の要件は途中から不要とされてしまった。事故機の機長と副操縦士はいずれも南極飛行は初めてで、経験者は航空機関士のうち1名だけだった。運航乗務員の構成も南極飛行の初期は機長2名と副操縦士1名だったが、その後、機長1名と副操縦士2名に変更されていた。

### 危うい低空飛行
事故機は雲に覆われたエレバス山へ向かって高速で低高度のまま飛行した。
墜落直前の飛行速度は対地速度257ノット（時速約476キロメートル）だった。この速度は高いものであったが、旋回等を安全に行うための最小安全マニューバー速度にほぼ等しかった。フラップとスラット（高揚力装置）を展開していれば、より低速での飛行が可能だった。しかし、高揚力装置を南極で使用することは固く禁じられていた。
高揚力装置とは翼の一部を可動させ広げる装置である。高揚力装置を使用すると離着陸時などの低速飛行時に揚力を得やすくなる一方で、抗力が大きくなり燃料消費が増えて航続距離が短くなる。着陸可能な飛行場から遠い南極において、故障や着氷により高揚力装置を格納できなくなる事態を避けるための禁止措置だった。
降下した後のTE901便では超短波通信 (VHF) での通信に支障があったほか、距離測定装置 (DME) がマクマードのタカン（TACAN：地上局からの方位と距離の情報を提供する無線航法援助施設）も捕捉できずにいた。これらの原因は飛行高度が低すぎたためと考えられ、同機と地上施設の間に電波を妨害するような、かなり高い地形が存在したことを示唆する。マック・センターはTE901便に、降下の際には軍の監視レーダーを利用するよう勧めていた。乗員はこの申し出を受け入れたものの、当該機がレーダーに捕らえられることはなかった。
衝突の前までに機長も副操縦士もAINS（航法装置）のディスプレイを確認していたようである。AINSは、航空機の位置を実際より3.1マイル（約5.7キロメートル）南西に表示していた。この誤差は許容限界内であった上、実際よりエレバス山の近くにいるように表示されていた。AINSは、自機が飛行計画の経路上にありロス島に向かっていることも示していた。機長は航法士の資格を持っており、自機の位置や主要地点の位置関係を把握する能力があったはずだった。
マクマード基地からの運航支援について、乗員に正しい情報が伝わっていなかった。アメリカ海軍は、彼らが提供する航空交通管制、飛行監視、気象予報はあくまで参考情報だとニュージーランド民間航空局に通知していた。しかし、乗員にはマクマード基地の管制能力は他の管制機関と同等であると説明されていた。また、ニュージーランド航空が規定した高度や飛行範囲の制限をマック・センターの担当者は知らなかった。マック・センターは有視界飛行での降下を許可したが、通常のように障害物からの距離や高さを勘案したものではなかった。
コックピットボイスレコーダーの記録によると、降下中の機長や副操縦士は落ち着いており自信に満ちていた様子がうかがえる。副操縦士はマック・センターとの交信作業などに注意を奪われていた。そして、機長の操作に助言せず、最低安全高度以下に降下した際も異議を挟まなかった。しかし、2人の航空機関士は、事態の進行に対し何度も懸念を示しており、対地接近警報装置が鳴る直前にも不安の高まりを表現していた。
事故機のレーダーは前方の山岳地帯を描写していただろうこと、そして航法装置の表示をモニターしていれば、自機の位置を把握できたはずだと事故調査報告書は述べている。

### 王立調査委員会
事故直前の様子から、乗員たちは「海上を飛んでいる」と誤解していた可能性がある。事故調査報告書でもブリーフィング時点の地図によりミスリードが生まれた可能性を指摘している。それにもかかわらず、同報告書では「ブリーフィングで示された飛行計画の誤りが、事故機の乗員をミスリードしたことを示す証拠はない」とも述べている。そして、事故原因をパイロットの不適切な判断と結論したことに対し、ニュージーランドの民間航空機パイロット協会 (New Zealand Airline Pilots Association; NZALPA) などから批判が集まった。そして、その批判はニュージーランド航空やニュージーランド運輸省に向けられた。
最低安全高度の捉え方も議論となった。事前の教育訓練では、エレバス山を超えるための16,000フィート（約4,900メートル）と6,000（約1,800メートル）という2つの高度が基準とされた。事故機はこれらの制限を守らず降下したという考えがある一方で、有視界飛行による降下自体は許容範囲とする考えもあり、南極飛行を経験したパイロットの間でも意見が分かれた。ニュージーランド航空は低高度での旋回飛行を南極観光飛行の見せ所としていた。これまでの観光飛行で低空飛行が繰り返されていたにも拘らず当局による指導もなかった。
事故関係者の間では論争が続き、公的な調査が必要とされた。ニュージーランドの司法長官は王立調査委員会の設置を決め、4月21日に高等法院判事のピーター・マホンが委員長に指名された。
1980年7月7日から王立調査委員会の調査は始まり、様々な関係者から証言を集めた。その中にはニュージーランド航空の従業員、運輸省や気象局の職員、乗員の家族、そして先の事故調査委員長のチッピンデールも含まれていた。マホンらは調査のためアメリカやイギリスにも渡航したほか、南極の墜落現場やマクマード基地での現地調査も行った。
王立調査委員会の報告書では、一般的に事故の背景には複数の要因が存在すると述べた上で、本事故に至った要因として次の10項目を挙げた。
そして、報告書ではこれらの1つでも欠けていれば事故は起きなかっただろうとしている。その上で主要な事故原因として「航空会社が乗員に知らせずに飛行計画を修正していたこと」と結論づけた。報告書は、この行為を行った担当者個人の問題というより航空会社の不適切な管理手順が事故につながったと続けている。さらに、報告書の別の部分では事故の隠れた要因 (Latent Failure) は航空会社と関係当局の安全に対する姿勢にあると言及した。

## その後の訴訟と論争

### マホンによる告発
マホンは、王立調査委員会の調査過程においてニュージーランド航空の経営陣や社員が共謀して証拠隠滅や秘匿工作を図ったと主張し、同社を告発した。マホンは、ニュージーランド航空と運輸省民間航空局に対して調査に要した費用を、さらにニュージーランド航空には課徴金として当時の金額で150,000ニュージーランド・ドルの支払を命じた。
これを不服としたニュージーランド航空は控訴院に再審査を請求した。控訴院は、マホンが航空会社の幹部を強く非難することは司法権の管轄外だという理由でニュージーランド航空に対する支払命令は無効とした。
控訴院の決定後、マホンは高等法院の職を辞して枢密院に上告した。1983年7月に聴問会が開かれ、10月に枢密院は結論を出した。枢密院は「極めて不本意ながら」控訴院の決定を支持し、マホンの訴えは退けられた。その上で、枢密院の記録には「判事により行われた緻密で見事な調査」に対する賛辞が残された。

### その後の論争
事故の原因がパイロットエラーにあるのかニュージーランド航空にあるのか議論は決着していない。事故の追悼行事やメディアの興味によって議論が再燃している。
1999年8月18日には、運輸大臣のモーリス・ウィリアムソンが議会にて王立調査委員会の報告書に言及し、誰が責任を負うかを問う時代は終わり事故の教訓から学ぶべきという旨を述べた。しかし、ウィリアムソンは事故当時にニュージーランド航空で運航計画者として勤務しており、誰に責任があるのかという議論が再燃してしまった。
2009年10月23日には、ニュージーランド航空のCEOが、ニュージーランド航空が犯した過ちについて、そして遺族への対応が不適切であったことについて謝罪した。しかし、この謝罪に満足していない人も多い。TE901便の機長の妻は、この謝罪が正しい方向への一歩であることを認めるとともに、機長の名誉が回復されることを望んでいる。

### 事故後の南極観光飛行
TE901便の事故は南極で発生した最初の民間航空機事故となった。また、ニュージーランド航空は40年間事故死ゼロを継続していたが、その記録も途絶えてしまった。これまで、ニュージーランドにおける航空事故で最大の死亡者数は12人だったが、それも大きく更新してしまった。ニュージーランド航空は事故後すぐに南極飛行を中止した。同じく南極観光飛行を運航していたオーストラリアのカンタス航空も1980年に終了させている。
その後、カンタス航空は1994年に南極観光飛行を再開したほか、2015年の時点で南米チリのDAP航空がキングジョージ島行きの民間航空便を運航している。一方でニュージーランド航空は「明白な理由がある」として再開はしていない。

## 追悼施設

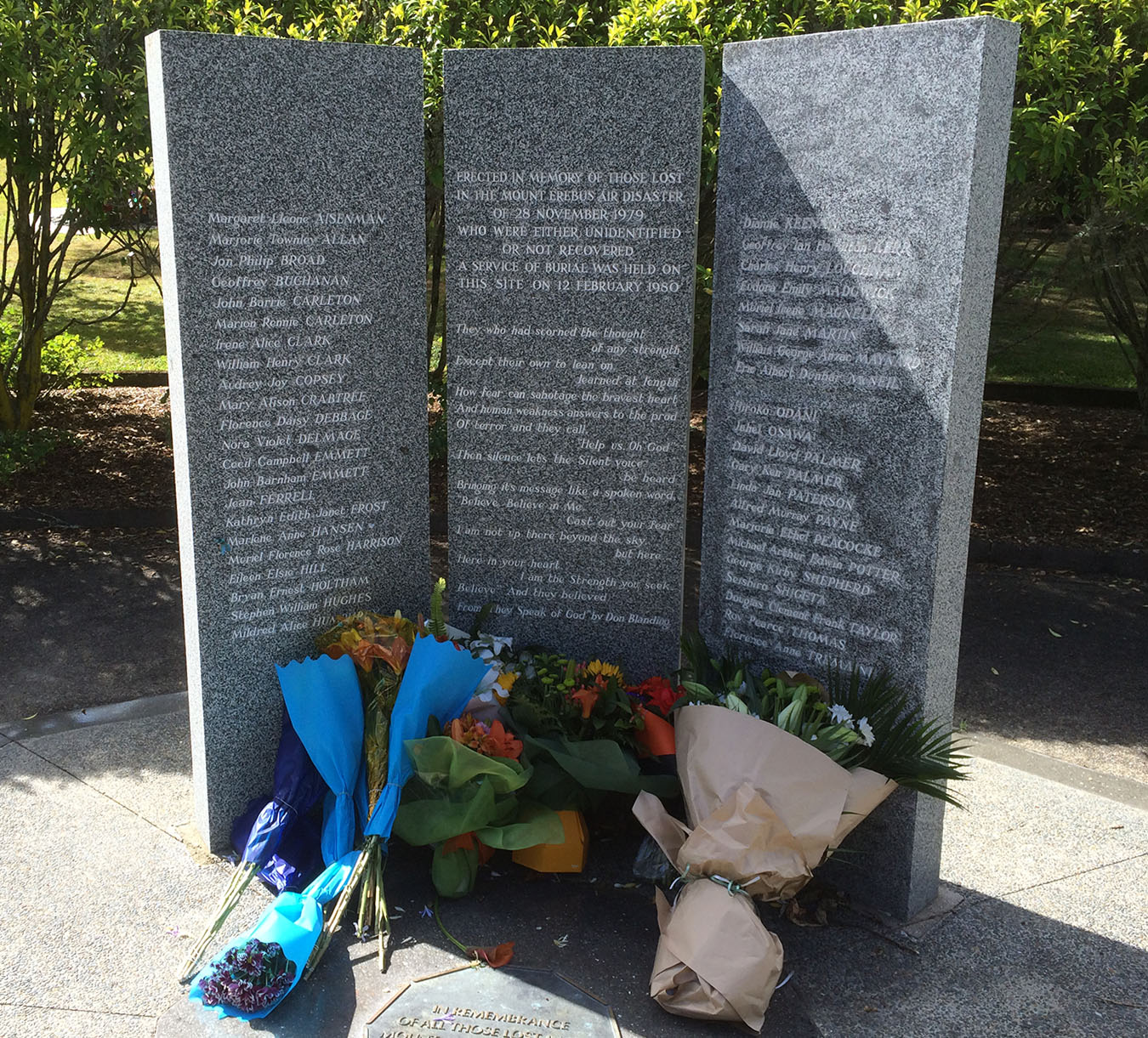
ワイクメテ墓地にある本事故の追悼碑。2014年1月撮影。

1979年のうちに、事故現場が見渡せる約3キロメートル南東の場所に、事故を追悼する木製の十字架が建てられた。その後経年で傷んだため、1987年1月30日にはステンレス製のものに交換された。2010年1月にはコルをかたどった26キログラムのカプセルが十字架の根元に置かれた。このカプセルには遺族らが犠牲者に向けて書いたメッセージが収められている。このカプセルは事故後30年の追悼事業として2009年に企画されたが、悪天候のため実際に現地に設置されたのは2010年となった。
身元を特定できなかった16人の遺体はオークランド市のワイクメテ墓地に埋葬された。そして、この16人と遺体が収容できなかった犠牲者を合わせた44人の名前を記した碑が同墓地に建てられた。そのそばには、日本人乗客24名を追悼する桜の木が植えられているほか、足元には犠牲者全員の名を記した金属板が設置されている。
2001年にはオークランド空港の東側の土地に乗員を追悼する公園が建設され、乗員20名の名前を記した石碑が設置されている。